# Geomorphologische Einteilung Tschechiens

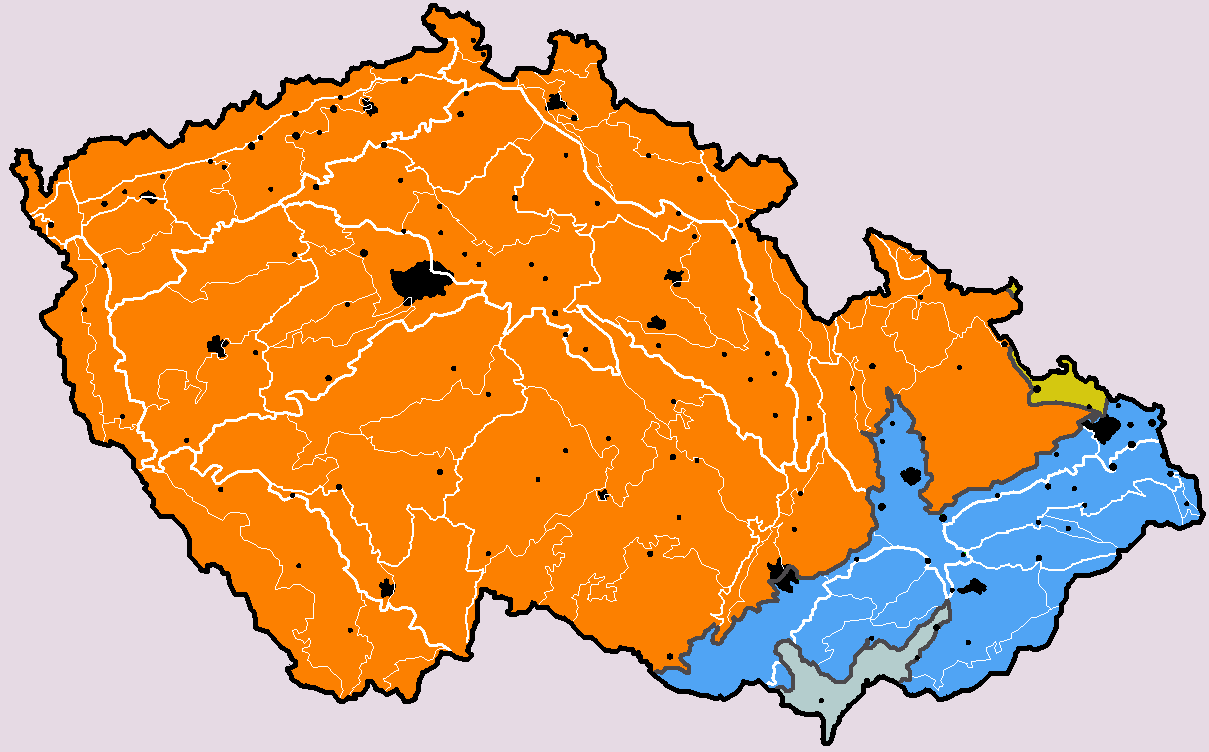
Die 4 geomorphologischen Provinzen Tschechiens
Böhmische Masse
Mitteleuropäisches Tiefland
Westkarpaten
Westpannonisches Becken

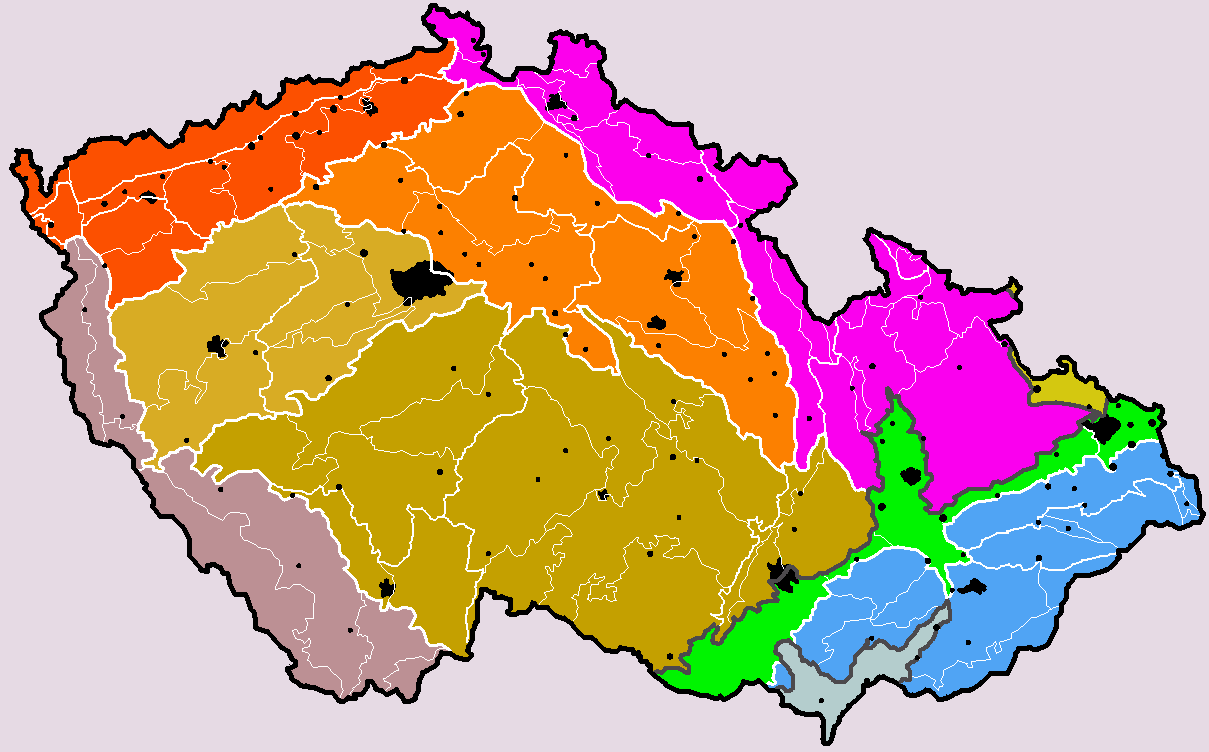
Die 10 geomorphologischen Subprovinzen
Böhmerwald
Böhmisch-Mährische Subprovinz
Erzgebirge
Riesengebirge-Altvatergebirge
Beraun
Böhmisches Tafelland
Mitteleuropäisches/Mittelpolnisches Tiefland
Außenkarpatische Senken
Äußere Westkarpaten
Wiener Becken

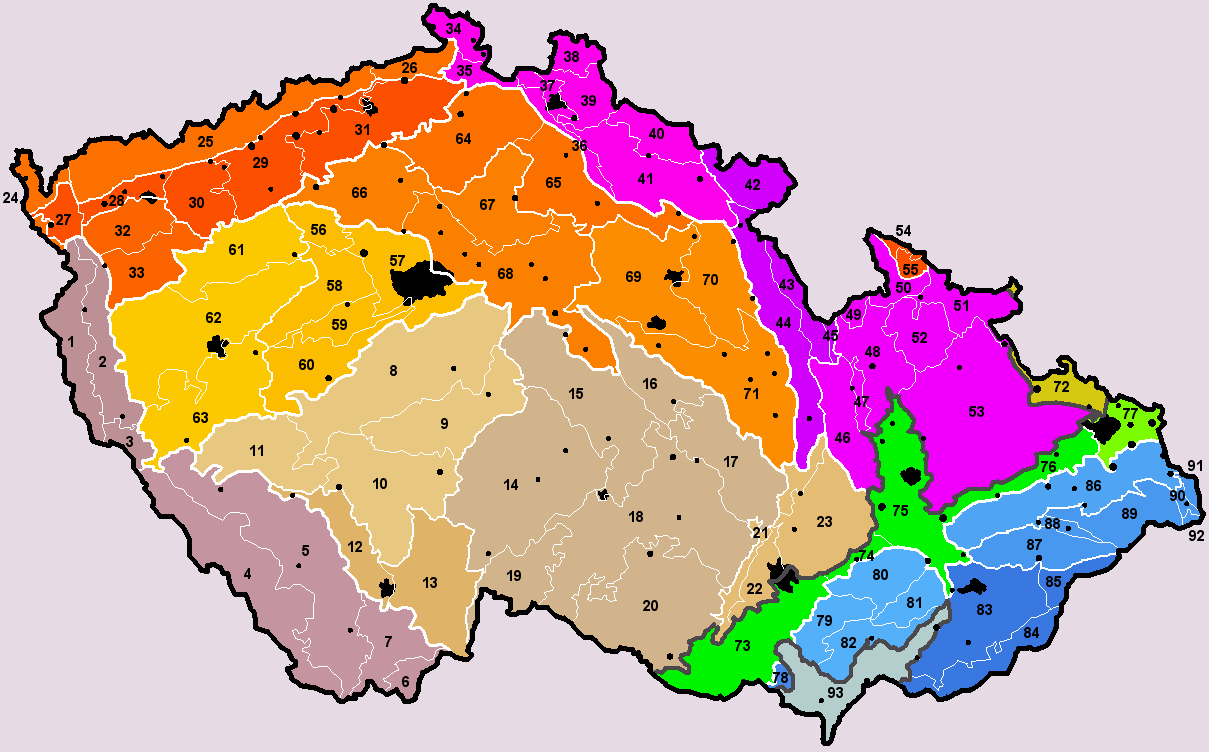
Die 27 Bezirke (farblich hervorgehoben) und
die 93 geomorphologischen Haupteinheiten (nummeriert)
(Legende siehe Dateibeschreibungsseite)

Die Geomorphologische Einteilung Tschechiens ist eine in Tschechien oft benutzte Grundlage für die Lagebeschreibung von Orten und Landschaften. Sie entstand in den 1970er-Jahren und wurde in Einzelheiten mehrfach revidiert. Das Land gliedert sich in vier geomorphologische Provinzen. Den weitaus größten Anteil hat die Böhmische Masse, welche etwa drei Viertel des Landes einnimmt. Der Rest entfällt auf die Westkarpaten und das Wiener Becken im Südosten und einen kleinen Teil des Schlesischen Tieflands im Nordosten, der zum mitteleuropäischen Tiefland gehört. Das Böhmische Massiv und das Schlesische Tiefland gehören dem herzynischen System, die Westkarpaten und das Wiener Becken dem alpidischen Gebirgssystem.

## Grundlagen
Die geomorphologische Klassifikation Tschechiens wurde in den 1960er- bis 1980er-Jahren für die damalige Tschechoslowakei erarbeitet und 1987 umfänglich veröffentlicht. Sie unterscheidet sich von der Naturraumeinteilung Deutschlands dahingehend, dass sie nahezu ausschließlich auf geologischen und geomorphologischen Aussagen beruht. Insgesamt werden zehn hierarchische Ebenen unterschieden. Kernstück ist die Ebene 6 (celek, Plural: celky), die überwiegend altbekannte Landschaftsbezeichnungen aufweist und in etwa den Haupteinheiten in Deutschland entspricht. Dagegen wurden für viele der anderen Gebiete neue Namen geprägt, wobei die Hierarchie-Ebene oder das ermittelte Relief bei der Benennung eine Rolle spielten.
| tschechische Bezeichnung | deutsche Bedeutung                  | Ebene | Anzahl | Schlüssel              | Anmerkungen |
| ------------------------ | ----------------------------------- | ----- | ------ | ---------------------- | --- |
| systém                   | System                              | 1     | 2      | ohne                   | Unterteilung nachvariszischer und alpidischer Orogenese                                                                    |
| subsystém                | Untersystem                         | 2     | 4      | ohne                   | großräumige Faltengebirgszüge und Becken                                                                                   |
| provincie                | Provinz                             | 3     | 4      | römische Ziffer        | |
| subprovincie             | Subprovinz                          | 4     | 10     | tiefgestellte Ziffer   | I3: Krušnohorská subprovincie                                                                                              |
| oblast                   | Bezirk                              | 5     | 27     | Großbuchstabe          | I3A: Krušnohorská hornatina                                                                                                |
| celek                    | Haupteinheit                        | 6     | 93     | Bindestrich und Ziffer | bekannte Landschaftsbezeichnungen, die sich in dieser Form auch in Übersichtskarten wiederfinden; Beispiel: I3A-1: Smrčiny |
| podcelek                 | Untereinheit                        | 7     | 234    | Großbuchstabe          | Teilweise künstliche Aufteilung der Landschaften; Beispiel: Hazlovská pahorkatina                                          |
| okrsek                   | Teileinheit, wörtlich etwa Distrikt | 8     | 921    |                        | |
| podokrsek                | wörtlich etwa Subdistrikt           | 9     |        |                        | Zusammenfassungen einzelner Objekte, z. B. Gruppen von Bergen                                                              |
| část                     | Teil                                | 10    |        |                        | einzelnes Objekt, z. B. Berg, Felsen                                                                                       |

Die Einteilung wurde insbesondere auf der Grundlage von Relieftypen vorgenommen. Hierzu wurde das Untersuchungsgebiet in 16 km² große Quadrate eingeteilt und mit Hilfe des niedrigsten und des höchsten Punktes das Relief bestimmt.
| tschechische Bezeichnung | deutsche Bedeutung     | Relief     | Höhenbereich |
| ------------------------ | ---------------------- | ---------- | ------------ |
| rovina                   | Ebene                  | 0–30 m     |              |
| pahorkatina              | Hügelland              | 30–150 m   | 200–600 m    |
| vrchovina                | Bergland               | 150–300 m  | 600–900 m    |
| hornatina                | Gebirgsland            | 300–600 m  | 900–1600 m   |
| velehornatina            | etwa „Hochgebirgsland“ | über 600 m | über 1600 m  |

## Übergeordnete Einheiten
| System                   | Subsystem                              | Provinz                                             | Subprovinz                                       | Bezirk                                                     |
| ------------------------ | -------------------------------------- | --------------------------------------------------- | ------------------------------------------------ | ---------------------------------------------------------- |
| Hercinský systém         | Hercynská pohoří (Herzyniden)          | Česká vysočina (Böhmische Masse)                    | Šumavská subprovincie                            | Českoleská oblast                                          |
| Hercinský systém         | Hercynská pohoří (Herzyniden)          | Česká vysočina (Böhmische Masse)                    | Šumavská subprovincie                            | Šumavská hornatina                                         |
| Hercinský systém         | Hercynská pohoří (Herzyniden)          | Česká vysočina (Böhmische Masse)                    | Česko-moravská subprovincie                      | Středočeská pahorkatina                                    |
| Hercinský systém         | Hercynská pohoří (Herzyniden)          | Česká vysočina (Böhmische Masse)                    | Česko-moravská subprovincie                      | Jihočeské pánve (Südböhmisches Becken)                     |
| Hercinský systém         | Hercynská pohoří (Herzyniden)          | Česká vysočina (Böhmische Masse)                    | Česko-moravská subprovincie                      | Českomoravská vrchovina (Böhmisch-Mährische Höhe)          |
| Hercinský systém         | Hercynská pohoří (Herzyniden)          | Česká vysočina (Böhmische Masse)                    | Česko-moravská subprovincie                      | Brněnská vrchovina (Brünner Bergland)                      |
| Hercinský systém         | Hercynská pohoří (Herzyniden)          | Česká vysočina (Böhmische Masse)                    | Krušnohorská subprovincie                        | Krušnohorská hornatina                                     |
| Hercinský systém         | Hercynská pohoří (Herzyniden)          | Česká vysočina (Böhmische Masse)                    | Krušnohorská subprovincie                        | Podkrušnohorská oblast                                     |
| Hercinský systém         | Hercynská pohoří (Herzyniden)          | Česká vysočina (Böhmische Masse)                    | Krušnohorská subprovincie                        | Karlovarská vrchovina (Karlsbader Gebirge)                 |
| Hercinský systém         | Hercynská pohoří (Herzyniden)          | Česká vysočina (Böhmische Masse)                    | Krkonošsko-jesenická subprovincie (Sudeten)      | Krkonošská oblast                                          |
| Hercinský systém         | Hercynská pohoří (Herzyniden)          | Česká vysočina (Böhmische Masse)                    | Krkonošsko-jesenická subprovincie (Sudeten)      | Orlická oblast                                             |
| Hercinský systém         | Hercynská pohoří (Herzyniden)          | Česká vysočina (Böhmische Masse)                    | Krkonošsko-jesenická subprovincie (Sudeten)      | Jesenická oblast                                           |
| Hercinský systém         | Hercynská pohoří (Herzyniden)          | Česká vysočina (Böhmische Masse)                    | Krkonošsko-jesenická subprovincie (Sudeten)      | Krkonošsko-jesenické podhůří                               |
| Hercinský systém         | Hercynská pohoří (Herzyniden)          | Česká vysočina (Böhmische Masse)                    | Poberounská subprovincie                         | Brdská oblast                                              |
| Hercinský systém         | Hercynská pohoří (Herzyniden)          | Česká vysočina (Böhmische Masse)                    | Poberounská subprovincie                         | Plzeňská pahorkatina                                       |
| Hercinský systém         | Hercynská pohoří (Herzyniden)          | Česká vysočina (Böhmische Masse)                    | Česká tabule (Böhmisches Tafelland)              | Severočeská tabule                                         |
| Hercinský systém         | Hercynská pohoří (Herzyniden)          | Česká vysočina (Böhmische Masse)                    | Česká tabule (Böhmisches Tafelland)              | Středočeská tabule                                         |
| Hercinský systém         | Hercynská pohoří (Herzyniden)          | Česká vysočina (Böhmische Masse)                    | Česká tabule (Böhmisches Tafelland)              | Vychodočeská tabule                                        |
| Hercinský systém         | Epihercynské nížiny                    | Středoevropská nížina (Mitteleuropäisches Tiefland) | Středopolské nížiny (Mittelpolnisches Tiefland)  | Slezská nížina (Schlesische Tiefebene)                     |
| Alpsko-himálajský systém | Karpaty (Karpaten)                     | Západní Karpaty (Westkarpaten)                      | Vněkarpatské sníženiny (Außerkarpatische Senken) | Západní vněkarpatské sníženiny                             |
| Alpsko-himálajský systém | Karpaty (Karpaten)                     | Západní Karpaty (Westkarpaten)                      | Vněkarpatské sníženiny (Außerkarpatische Senken) | Severní vněkarpatské sníženiny                             |
| Alpsko-himálajský systém | Karpaty (Karpaten)                     | Západní Karpaty (Westkarpaten)                      | Vnější západní Karpaty (Äußere Westkarpaten)     | Jihomoravské Karpaty (Südmährische Karpaten)               |
| Alpsko-himálajský systém | Karpaty (Karpaten)                     | Západní Karpaty (Westkarpaten)                      | Vnější západní Karpaty (Äußere Westkarpaten)     | Středomoravské Karpaty (Mittelmährische Karpaten)          |
| Alpsko-himálajský systém | Karpaty (Karpaten)                     | Západní Karpaty (Westkarpaten)                      | Vnější západní Karpaty (Äußere Westkarpaten)     | Slovensko-moravské Karpaty (Slowakisch-Mährische Karpaten) |
| Alpsko-himálajský systém | Karpaty (Karpaten)                     | Západní Karpaty (Westkarpaten)                      | Vnější západní Karpaty (Äußere Westkarpaten)     | Západobeskydské podhůří (Vorgebirge der Westbeskiden)      |
| Alpsko-himálajský systém | Karpaty (Karpaten)                     | Západní Karpaty (Westkarpaten)                      | Vnější západní Karpaty (Äußere Westkarpaten)     | Západní Beskydy (Westbeskiden)                             |
| Alpsko-himálajský systém | Panonská pánev (Pannonische Tiefebene) | Západopanonská pánev                                | Vídeňská pánev (Wiener Becken)                   | Jihomoravská pánev (Südmährisches Becken)                  |

## Haupteinheiten

### Böhmische Masse

#### Böhmerwald-Subprovinz
- Oberpfälzerwald-Gebiet (Českoleská oblast)
  - Oberpfälzer Wald (Český les)
  - Podčeskoleská pahorkatina („Hügelland beim Oberpfälzer Wald“)
  - Cham-Further Senke (Všerubská vrchovina)
- Böhmerwald-Hochland (Šumavská hornatina)
  - Böhmerwald (Šumava)
  - Vorland des Böhmerwalds (Šumavské podhůří)
  - Gratzener Bergland (Novohradské hory)
  - Gratzener Gebirgsvorland (Novohradské podhůří)

#### Böhmisch-Mährische Subprovinz
- Mittelböhmisches Hügelland (Středočeská pahorkatina)
  - Benešovská pahorkatina („Beneschauer Hügelland“)
  - Vlašimská pahorkatina („Wlaschimer Hügelland“)
  - Táborská pahorkatina („Taborer Hügelland“)
  - Blatenská pahorkatina („Blatnaer Hügelland“)
- Südböhmisches Becken (Jihočeské pánve)
  - Budweiser Becken (Českobudějovická pánev)
  - Wittingauer Becken (Třeboňská pánev)
- Böhmisch-Mährische Höhe (Českomoravská vrchovina)
  - Křemešnická vrchovina („Bergland des Křemešník“)
  - Hornosázavská pahorkatina („Hügelland an der oberen Sázava“)
  - Železné hory („Eisenberge“)
  - Hornosvratecká vrchovina („Bergland an der oberen Svratka“)
  - Křižanovská vrchovina (Krischanauer Bergland)
  - Javořická vrchovina („Bergland des Jaborschützbergs“)
  - Jevišovická pahorkatina („Jaispitzer Hügelland“)
- Brünner Bergland (Brněnská vrchovina)
  - Boskowitzer Furche (Boskovická brázda)
  - Bobrawa-Bergland (Bobravská vrchovina)
  - Drahaner Bergland (Drahanská vrchovina)

#### Erzgebirgs-Subprovinz
- Erzgebirgs-Bergland (Krušnohorská hornatina)
  - Fichtelgebirge (Smrčiny)
  - Erzgebirge (Krušné hory)
  - Böhmische Schweiz (Děčínská vrchovina)
- Vorerzgebirge-Region (Podkrušnohorská oblast)
  - Egerbecken (Chebská pánev)
  - Falkenauer Becken (Sokolovská pánev)
  - Nordböhmisches Becken (Mostecká pánev)
  - Duppauer Gebirge (Doupovské hory)
  - Böhmisches Mittelgebirge (České středohoří)
- Karlsbader Gebirge (Karlovarská vrchovina)
  - Kaiserwald (Slavkovský les)
  - Tepler Hochland (Tepelská vrchovina)

#### Riesengebirge-Altvatergebirge
auch Sudeten-Subprovinz
- Riesengebirgs-Gebiet/Westsudeten
  - Schluckenauer Zipfel (Šluknovská pahorkatina)
  - Lausitzer Gebirge (Lužické hory)
  - Ještědsko-kozákovský hřbet (Jeschkenamm, wörtlich „Jeschken-Kosakow-Kamm“)
  - Zittauer Becken (Žitavská pánev)
  - Frýdlantská pahorkatina (Isergebirgsvorland, wörtlich „Friedlander Hügelland“)
  - Isergebirge (Jizerské hory)
  - Riesengebirge (Krkonoše)
  - Riesengebirgsvorland (Krkonošské podhůří)
- Adlergebirgs-Gebiet/Mittelsudeten
  - Braunauer Bergland (Broumovská vrchovina)
  - Adlergebirge (Orlické hory)
  - Podorlická pahorkatina („Hügelland an der unteren Adler“)
  - Glatzer Kessel (Kladská kotlina)
- Altvatergebirgs-Gebiet/Ostsudeten
  - Hohenstädter Bergland (Zábřežská vrchovina)
  - Müglitzer Furche (Mohelnická brázda)
  - Hannsdorfer Bergland (Hanušovická vrchovina)
  - Glatzer Schneegebirge (Králický Sněžník)
  - Reichensteiner Gebirge (Rychlebské hory)
  - Zuckmanteler Bergland (Zlatohorská vrchovina)
  - Altvatergebirge/Hohes Gesenke (Hrubý Jeseník)
  - Niederes Gesenke (Nízký Jeseník)
- Riesengebirgs-Altvatergebirgs-Vorland/Sudetenvorland
  - Weidenauer Senke (Vidnavská nížina)
  - Friedeberger Hügelland (Žulovská pahorkatina)

#### Beraun-Subprovinz
- Brdywald-Gebiet/Kammwald-Gebiet
  - Krugwald (Džbán)
  - Pražská plošina (Prag Umgebung/Prager Ebene)
  - Pürglitzer Bergland (Křivoklátská vrchovina)
  - Hořovická pahorkatina („Horschowitzer Hügelland“)
  - Brdská vrchovina (Brdywald/Kammwald)
- Pilsener Hügelland
  - Rakovnická pahorkatina („Hügelland bei Rakovník“)
  - Plaská pahorkatina („Plaßer Hügelland“)
  - Švihovská vrchovina („Schwihauer Hügelland“)

#### Böhmisches Tafelland
- Nordböhmisches Tafelland
  - Ralská pahorkatina (Rollberg-Hügelland)
  - Jičínská pahorkatina (Gitschiner Plateau)
- Mittelböhmisches Tafelland
  - Dolnooharská tabule (Tafelland an der unteren Eger)
  - Jizerská tabule (Tafelland an der Iser)
  - Středolabská tabule (Tafelland an der mittleren Elbe)
- Ostböhmisches Tafelland
  - Východolabská tabule (Tafelland an der östlichen Elbe)
  - Orlická tabule (Tafelland an der Adler)
  - Svitavská pahorkatina (Zwittauer Hügelland)

### Mitteleuropäisches Tiefland
Mittelpolnisches Tiefland
- Schlesisches Tiefland (Slezská nížina)
  - Leobschützer Lößhügelland (Opavská pahorkatina)

### Westkarpaten

#### Äußere Karpatensenken
- Westliche Außenkarpatische Senken
  - Weinviertler Hügelland
  - Thaya-Schwarza-Senke (Dyjsko-svratecký úval)
  - Oberes Marchtal (Hornomoravský úval)
  - Vyškovská brána (Wischauer Pforte)
  - Mährische Pforte (Moravská brána)
- Nördliche Außenkarpatische Senken
  - Ostrawitzabecken (Ostravská pánev)

#### Äußere Westkarpaten
- Südmährische Karpaten
  - Mikulovská vrchovina (Nikolsburger Bergland)
- Mittelmährische Karpaten
  - Steinitzer Wald (Ždánický les)
  - Litenčická pahorkatina (Litentschitzer Hügelland)
  - Marsgebirge (Chřiby)
  - Kyjovská pahorkatina (Gayaer Hügelland)
- Slowakisch-Mährische Karpaten
  - Vizovická vrchovina (Wisowitzer Bergland)
  - Weiße Karpaten (Bílé Karpaty)
  - Javorník-Gebirge
- Westbeskidisches Gebirgsvorland
  - Podbeskydská pahorkatina
- Westbeskiden
  - Hostýnsko-vsetínská hornatina (Hosteiner und Wsetiner Berge)
  - Rožnovská brázda (Rosenauer Furche)
  - Jablunkovská brázda (Jablunkauer Furche)
  - Mährisch-Schlesische Beskiden (Moravskoslezské Beskydy)
  - Schlesische Beskiden (Slezské Beskydy)
  - Jablunkauer Bergland (Jablunkovské mezihoří)

### Westpannonisches Becken
Wiener Becken (Vídeňská pánev)
- Südmährisches Becken (Jihomoravská pánev)
  - Oberes Marchtal (Dolnomoravský úval)
- Marchauen (Záhorská nížina)
  - Chvojnicaer Hügellandschaft Chvojnická pahorkatina